# Túry Gyula

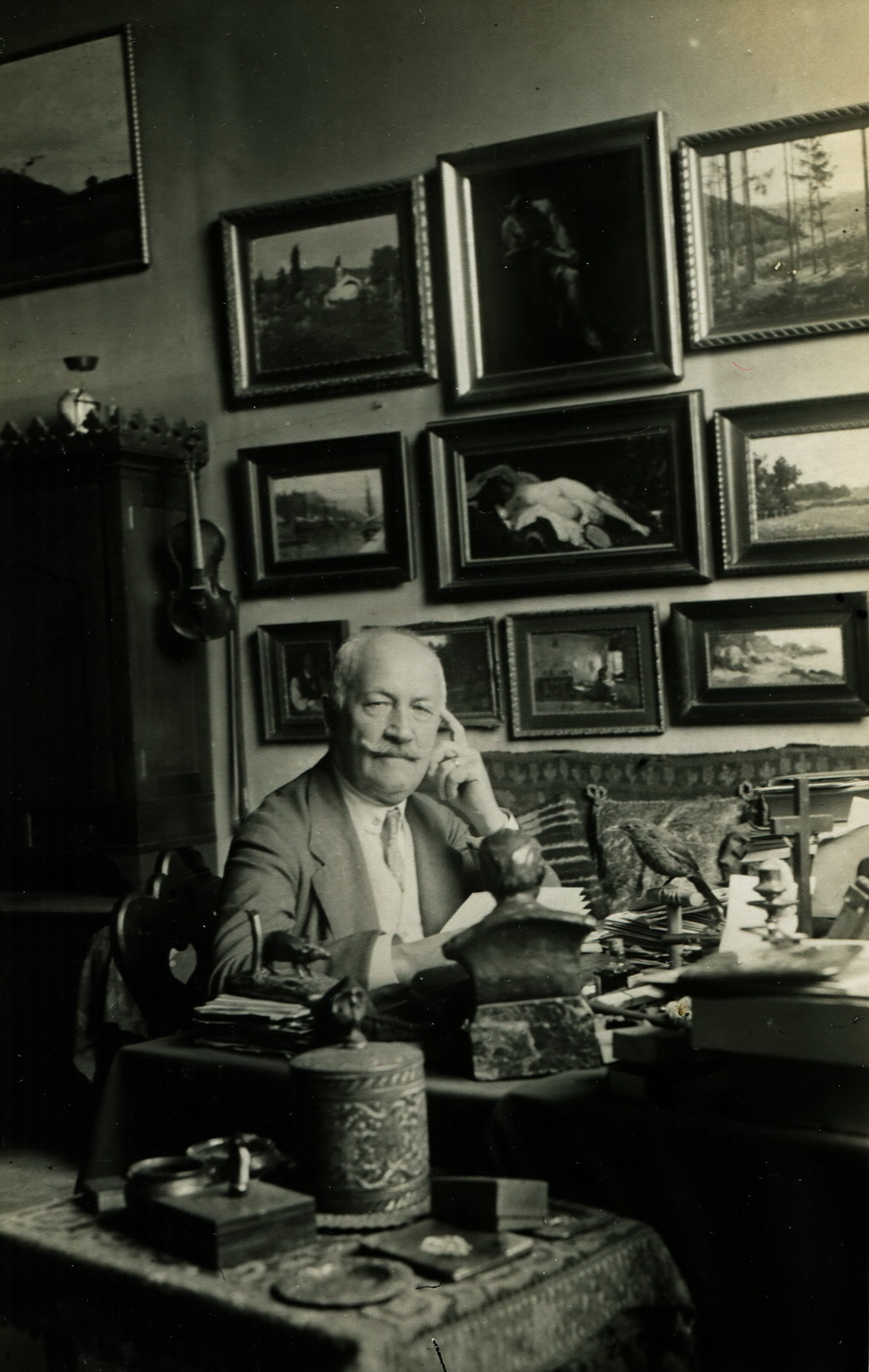
Túry Gyula az íróasztalánál

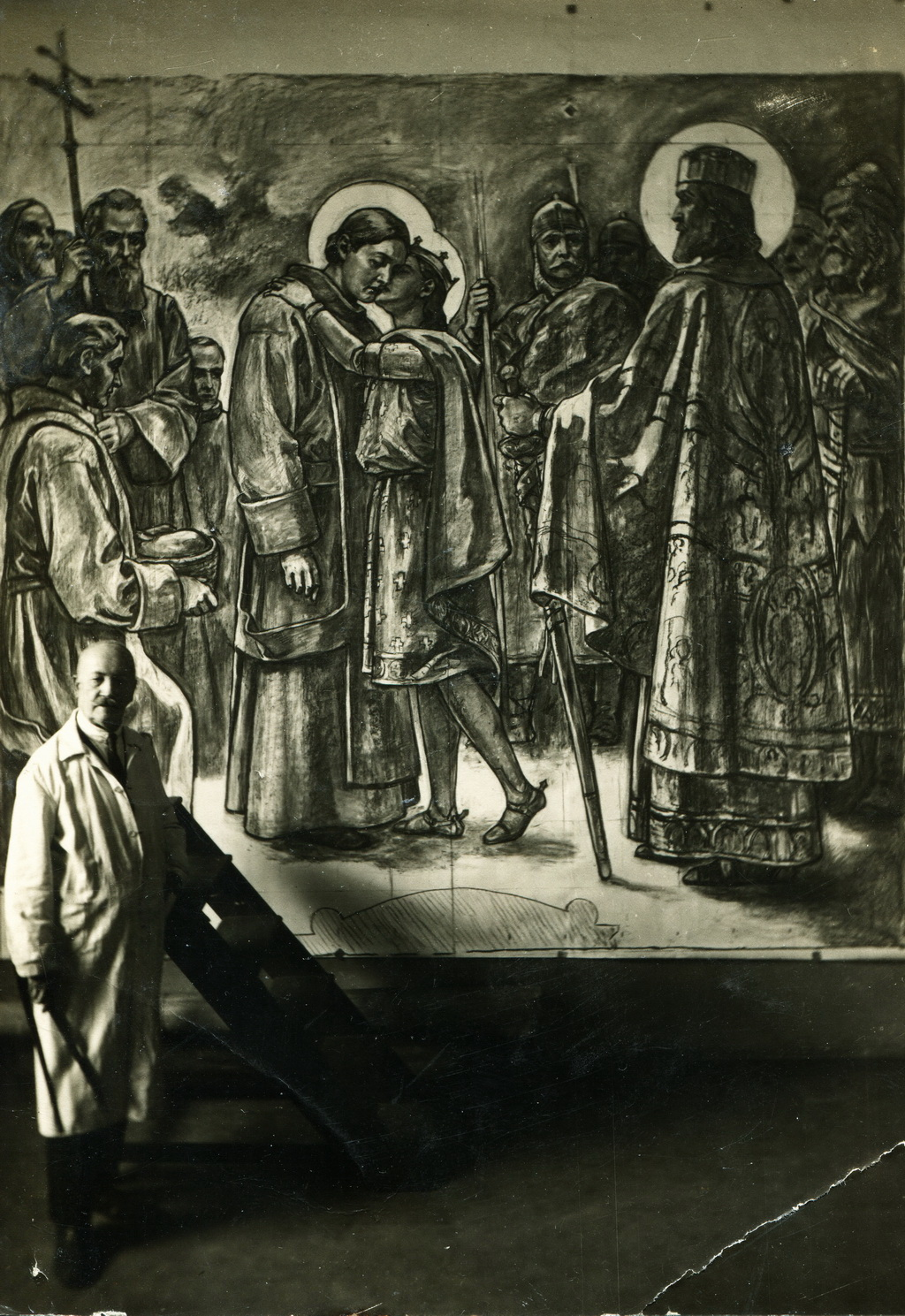
Túry Gyula Pannonhalmára készülő képe előtt

Túry Gyula (Cegléd, 1866. július 14. – Budapest, 1932. december 9.) magyar festőművész, Szegedy-Maszák Leona festőművész férje.

## Élete és munkássága
Festői tehetségét Than Mór fedezte fel. Budapesten és Münchenben tanult, a bécsi Képzőművészeti Akadémián királyi ösztöndíjasként Sigmund L’Allemand és August Eisenmenger tanítványa volt.
Portréi, tájképei, valamint egyházi témájú művei Lotz Károly szellemét idézik.

### Arcképek
- Fraknói Vilmos
- Geyer Stefi
- Gulácsy Irén
- Szinnyei József
- ifj. Szinnyei József
- Takáts Sándor
- Testvérpár
- Vargha Gyula

### Tájképek
- Árnyas erdő
- Elhagyott bánya
- Fenyvesek
- Fenyves táj
- Fiumara
- Lacroma

### Egyházi témájú festmények
- A magyarok zarándoklata Velencébe (1900)
- Hazatérő kispap

#### Freskók, oltárképek
- Abasár, római katolikus templom freskói
- Gyöngyös, Szt. Bertalan templom 6 mennyezetképe
- Halmajugra, Szt. Katalin templom oltárképe
- Nagyvárad, Szt. László templom. mennyezetképei
- Pozsony, Kék templom főoltárképe
- Pannonhalma, rendi imaterem festményei
- Soroksár, Nagyboldogasszony főplébániatemplom freskók
- Szekszárd, Belvárosi katolikus templom üvegablak tervei (1905)
- Temesvár, püspöki palota oltárképe
- Újszász, Szt. István templom apszisának freskója (1894-95)

## Kitüntetései
- 1904 – Ipolyi egyházfestészeti díj
- 1925 – Forster Gyula-féle Vaszary díj